# Lac Amédée
Lac Amédée är en sjö i Kanada.   Den ligger i regionen Côte-Nord och provinsen Québec, i den östra delen av landet, 700 km nordost om huvudstaden Ottawa. Lac Amédée ligger 78 meter över havet. Arean är 1,7 kvadratkilometer. Den sträcker sig 2,5 kilometer i nord-sydlig riktning, och 1,5 kilometer i öst-västlig riktning.
I omgivningarna runt Lac Amédée växer i huvudsak barrskog. Runt Lac Amédée är det ganska tätbefolkat, med 60 invånare per kvadratkilometer.